# NGC 1671
NGC 1671 est une galaxie lenticulaire située dans la constellation d'Orion. NGC 1671 a été découverte par l'astronome américain Lewis Swift en 1886.

## Caractéristiques
Sa vitesse par rapport au fond diffus cosmologique est de 6 243 ± 14 km/s, ce qui correspond à une distance de Hubble de 92,1 ± 6,5 Mpc (∼300 millions d'al).
Notons que le professeur Seligman doute que NGC 1671 soit la galaxie IC 395. Selon les données historiques sur la position indiquée par Swift, cela impliquerait une erreur assez prononcée de 43 secondes d'arc sur l'ascension droite et de plus d'un degré sur la déclinaison.

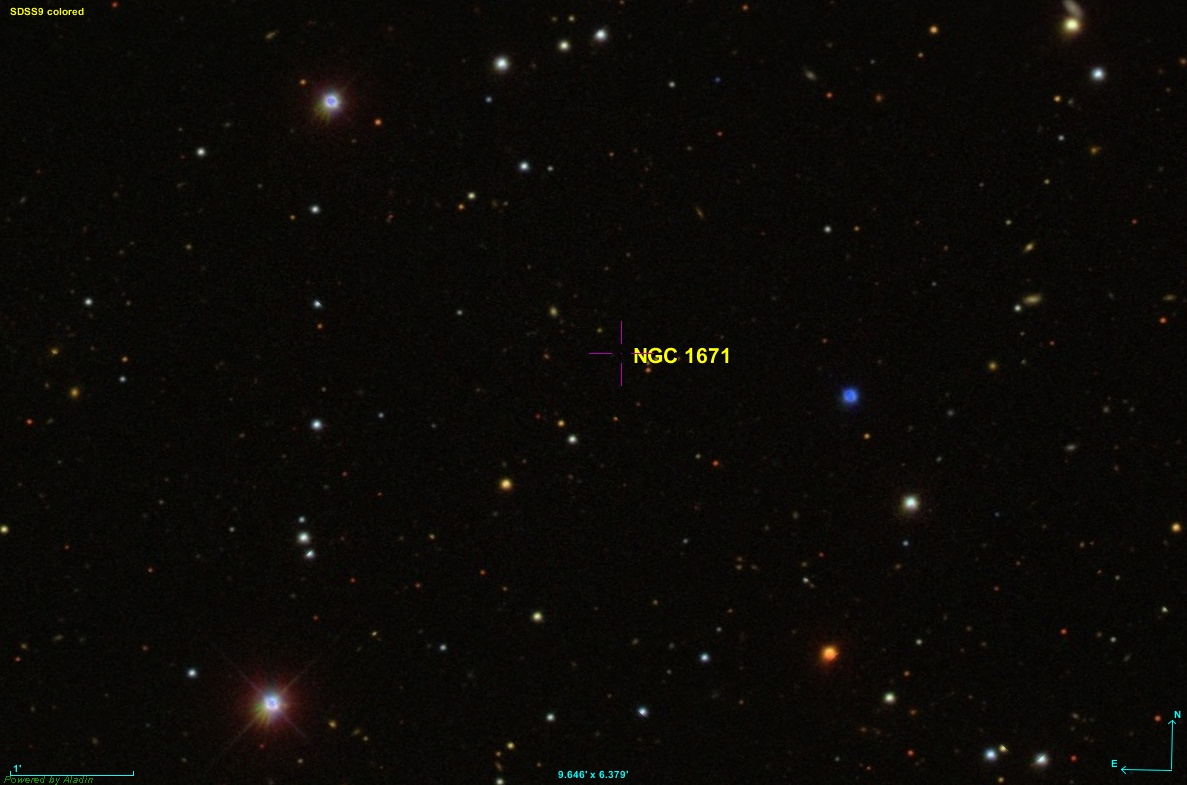
Un corps céleste perdu ou inexistant, selon le professeur Seligman.